# Baronia brevicornis
Baronia brevicornis är en fjärilsart som beskrevs av Osbert Salvin 1893. Baronia brevicornis ingår i släktet Baronia och familjen riddarfjärilar. IUCN kategoriserar arten globalt som nära hotad. Inga underarter finns listade i Catalogue of Life.